# 圣巴泰勒米 (塞纳-马恩省)
圣巴泰勒米（法語：Saint-Barthélemy，法語發音：[sɛ̃ baʁtelemi] ⓘ）是法国塞纳-马恩省的一个市镇，属于普罗万区。

## 地理
圣巴泰勒米（48°48'59"N, 3°21'36"E）面积14.99 平方千米，位于法国法蘭西島大區塞纳-马恩省，该省份为法国北部内陆省份，北起瓦兹省，西接埃松省、马恩河谷省、塞纳-圣但尼省和瓦兹河谷省，南至卢瓦雷省，东南接约讷省，东临马恩省和奥布省，东北接埃纳省。
与圣巴泰勒米接壤的市镇（或旧市镇、城区）包括：贝洛、戈謝堡、梅耶赖、蒙托利韦、圣马丹德尚、韦尔德洛。

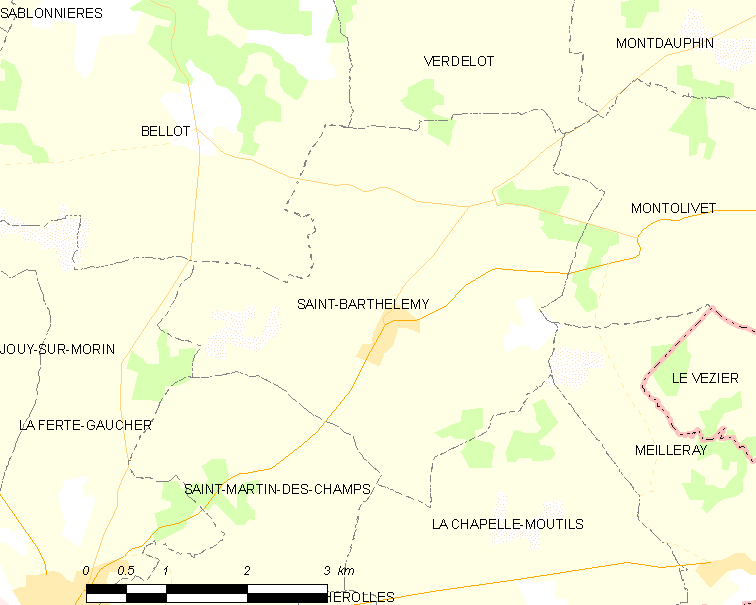
的OSM定位图

圣巴泰勒米的时区为UTC+01:00、UTC+02:00（夏令时）。

## 行政
圣巴泰勒米的邮政编码为77320，INSEE市镇编码为77402。

## 政治
圣巴泰勒米所属的省级选区为库洛米耶县。

## 人口

1962-2008年间人口变化图示

圣巴泰勒米于2022年1月1日时的人口数量为340人。